# North Lawrence
North Lawrence – jednostka osadnicza w Stanach Zjednoczonych, w stanie Ohio, w hrabstwie Stark.